# Heinrich Bocer

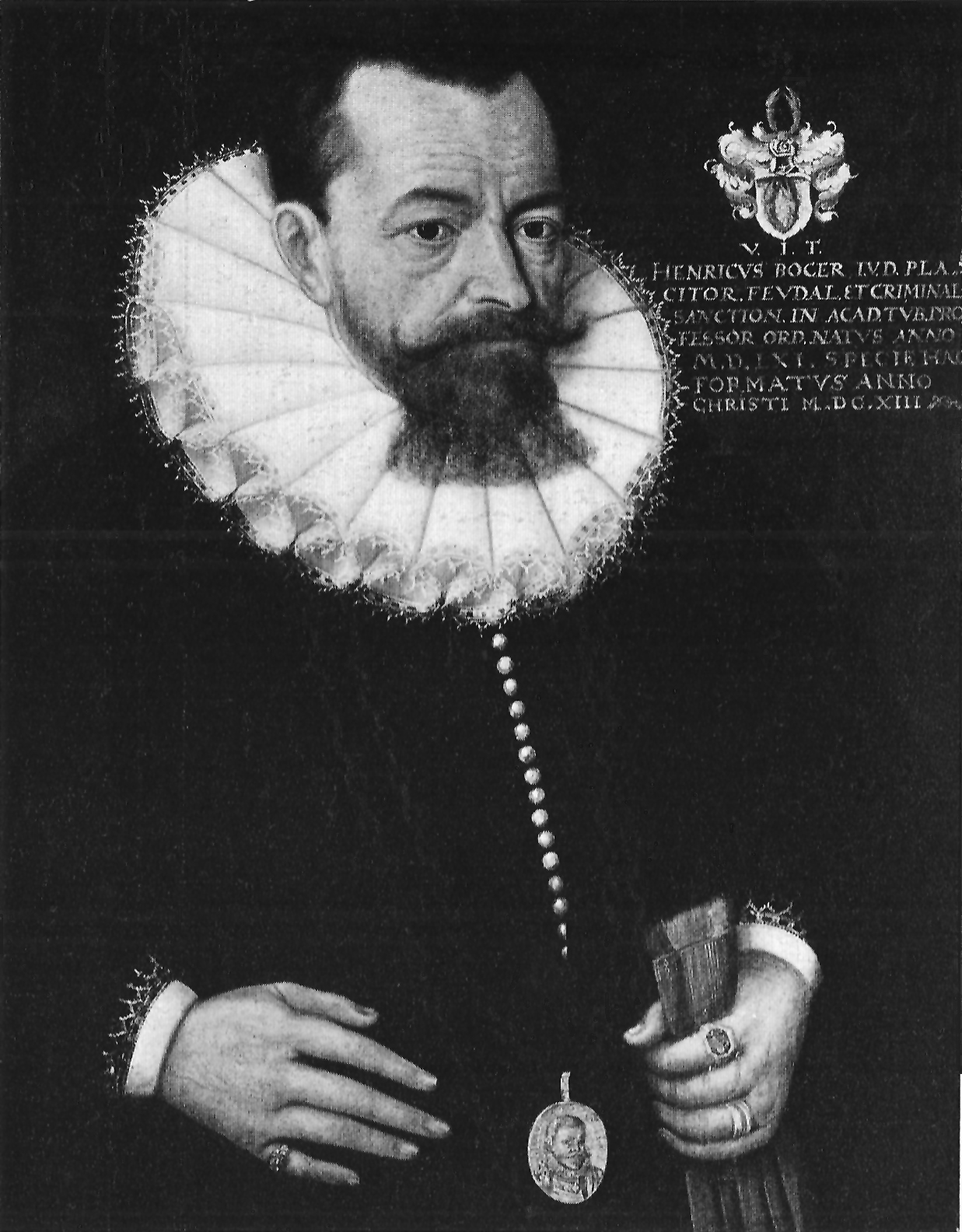
Heinrich Bocer, 1613, auf einem Gemälde von Jacob Ramsler in der Tübinger Professorengalerie

Heinrich Bocer (* 6. Januar 1561 in Salzkotten; † 5. Juli 1630 in Tübingen) war ein deutscher Jura-Professor in Tübingen.

## Leben
Heinrich Bocer studierte ab 1577 die Rechtswissenschaften unter Bigelius in Marburg, unter Borcholt in Helmstedt sowie in Heidelberg und Straßburg. Er promovierte 1585/86 in Tübingen und wurde dann Dozent an der Tübinger Universität. 1595 wurde er Professor des Lehens- und Kriminalrechts und war seit 1587 Beisitzer des württembergischen Hofgerichts. Er widmete sich ab 1595 vollkommen seiner akademischen Laufbahn, nachdem er eine ordentliche Professur erhalten hatte. Eine Ernennung zum Vizekanzler der württembergischen Regierung schlug er 1604 aus. Vier Jahre später wurde Bocer aber württembergischer Rat.
Bocer war neben Johannes Christoph Harpprecht einer der angesehensten Tübinger Jura-Professoren und juristischen Autoren seiner Zeit. In seinen meist thesenartig formulierten Disputationen beschäftigte er sich hauptsächlich mit dem Kriminal- und Lehensrecht sowie dem römischen Recht. Bocer ging auf viele Kriminaldelikte genauer ein und wurde häufig in der Gutachterpraxis zitiert. Gleichzeitig entstanden unter seiner Federführung zahlreiche Dissertationen, wie etwa zur Nützlichkeit der Verteidigung.
Ihm wurde gelegentlich eine zu große Nähe zum langobardischen Recht vorgeworfen. Vor allem mit seinen Abhandlungen über das römische Recht versuchte Bocer aber, die humanistische Jurisprudenz des 16. Jahrhunderts aufrechtzuerhalten.

## Familie
Er heiratete im Juni 1585 Kordula Riepp (* um 1535) und in zweiter Ehe 1607 Eufrosine Halbritter, Tochter des Johannes Halbritter, Professor der Rechte in Tübingen, und der Eufrosine Kyrrwang. Er wohnte mit ihr in der oberen Hafengasse in Tübingen. Er war der Stifter des Bocer'schen Stipendiums.

## Veröffentlichungen

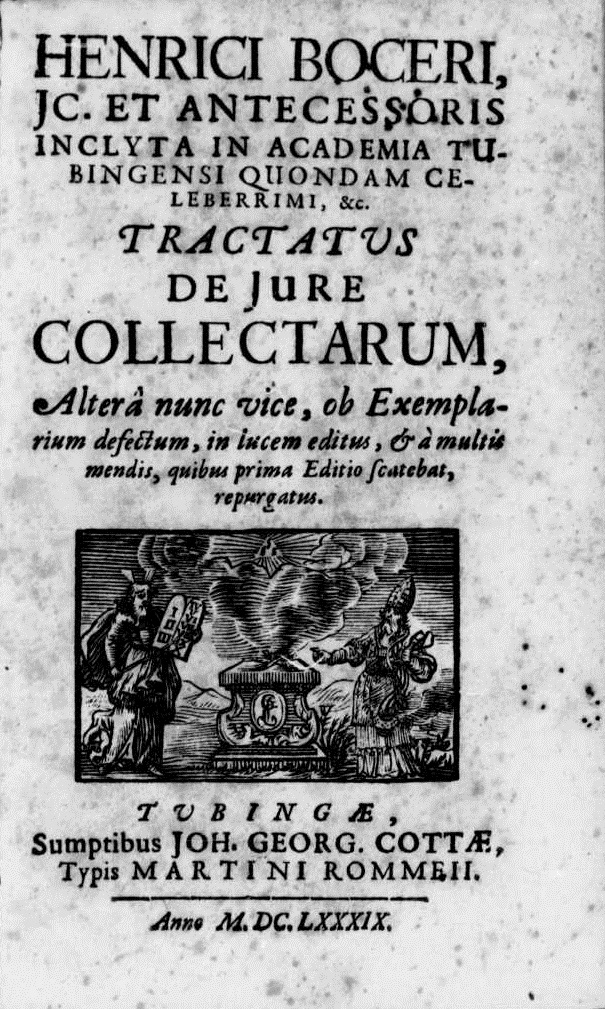
De iure collectarum, 1689

- Johann Georg Besold (Respondent), Disputatio XXIII. De Nullitate Sententiae, Appellatione, & rei iudicatae executione, Tübingen (Gruppenbachius) 1602
- De Quaestionibus, et Torturis Reorum, perpetuis quaestionibus arduis, usu frequentioribus, accurate expeditis, magno studio descriptus, & continue digestus, Tübingen (Typis & Impensis Cellianis) 1607, weitere Ausgaben: Tübingen (Cellius) 1612, Tübingen (Geyßlerus) 1630; Frankfurt am Main (Zetznerus) 1631.
- De Crimine Maiestatis, Tum Illustris Quaestionis de fructibus rei alienae, quam quis bona, vel mala fide possidet, Explicatio brevis, & dilucida, Tübingen (Typis & Impensis Cellianis) 1608.  Tübingen (Geysslerus) 1629, Frankfurt am Main (Zetznerus) 1631.
- Ludwig Kalhardt (Respondent), Disputatio XXVI. De Extraordinario iudicio, Tübingen (Gruppenbachius) 1602.
- Johann Jakob Plebst (Respondent), Disputatio X. De Crimine maiestatis divinae, quod sacrilegium iura appellant, Tübingen (Gruppenbach)1598/1599.
- Johann Michael Sattler (Respondent), Disputatio Iuridica, De Crimine Laesae Maiestatis Humanae, Tübingen (Gruppenbach) 1607.
- Johann Georg Sigwart (Respondent), Exercitatio Iuridica, Continens Quaestiones de Crimine Maiestatis humanae difficiliores, Tübingen 1598/1599; Tübingen (Cellius) 1607.
- Georg Thumas (Respondent), Disputatio XI. De Crimine maiestatis humanae, Tübingen (Gruppenbach) 1598/99.
- Heinrich Bocerus: De iure collectarum. Johann Georg Cotta, Tübingen 1689 (Latein, beic.it).